# Irgalem
Irgalem – miasto w Etiopii, w stanie Jedebub Byhierocz, Byhiereseboczynna Hyzbocz. Według danych szacunkowych na rok 2008 liczy 48 069 mieszkańców Ośrodek przemysłowy.